# Breviarium Alaricianum

Koninkrijk van de Visigoten

Het Breviarium Alaricianum (ofwel het Breviarium Alarici ofwel de Lex Romana Visigothorum) was een overzicht van Romeinse wetten en keizerlijke besluiten die werden opgetekend in opdracht van de Visigotische koning Alarik II. Het Breviarium Alaricianum was gezaghebbend voor de Romeinen onder zijn onderdanen. Daarnaast liet hij ook het Lex Barbara Visigothorum optekenen, voor zijn Germaanse onderdanen.
Het Breviarium Alaricianum speelde een belangrijke rol bij de verspreiding van het Romeinse recht over het Franse gebied dat onder zijn gezag viel. Het werd van kracht op 2 februari 506, in Toulouse. De wetten die er in zijn opgenomen zijn voorzien van een afzonderlijke uitleg (interpretatio) waarin de ingewikkelde tekst in eenvoudige woorden wordt uitgelegd. Het Breviarium Alaricianum bevatte fragmenten uit de Codex Theodosianus uit 435. De Codex Justinianus bestond bij het opstellen van het Breviarium Alaricianum nog niet.
Het Breviarium Alaricianum is om verschillende redenen opmerkelijk. Zo bevat het een officiële tekstuitleg dat een even groot gezag had als de wettekst zelf. Bovendien legde Alarik er in het publicatiebevel de nadruk op dat het niemand was toegestaan om andere wetteksten voor te leggen aan de rechter. Daardoor verkreeg het Breviarium exclusiviteit, hetgeen uniek was in een tijd waarin wettenverzamelingen meestal niet meer waren dan een kenbron van de voornaamste rechtsregels en waarin zij geen exclusiviteit hadden.